# Východokazachstánská oblast
Východokazachstánská oblast (kazašsky Шығыс Қазақстан облысы, rusky Восточно-Казахстанская область) je oblast na východě Kazachstánu. Byla založena 10. března 1932 v rámci Kazašské ASSR. Má rozlohu 283 226 km². Má přibližně 1,39 milionu obyvatel a je rozdělena na 15 administrativních okresů. Hlavním městem je Usť Kamenogorsk.

## Poloha
Oblast hraničí s kazachstánskou oblastí Abaj (ta vznikla v roce 2022 vyčleněním právě z Východokazachstánské oblasti), Altajským krajem a Republikou Altaj v Rusku a autonomní oblastí Číny Sin ťiang.
Oblast leží severovýchodně od Balchaše a Alakolských jezer. Západní část je tvořena převážně Kazašskou pahorkatinou, která je ve střední části protnuta ze severozápadu na jihovýchod hřbetem Čingiztau (nadmořská výška 1100 až 1300 m) přecházejícím do hřbetu Tarbagataj (nejvyšší hora Tastau 2992 m). Na severovýchodě je pahorkatina ohraničena výběžky Kalbinských hor (do 1608 m) a západní částí Zajsanské kotliny s jezerem Zajsan (součást Buchtarminské vodní nádrže). Rozsáhlá Zajsanská kotlina je na jihu ohraničena hřbety Tarbagataj a Saur. Samý severozápad (severně od Irtyše) vyplňuje Přiirtyšská rovina s výškami 200 až 300 m. Východní část oblasti má horský charakter. Pravý břeh Irtyše vyplňují hřbety, pahorkatiny a mezihorské kotliny Rudného a Jižního Altaje. Jsou prořezány hlubokými říčními údolími. Nejvyšší výšky dosahuje na severovýchodě Katunský hřbet (hlavní vrchol Bělucha 4506 m). Hřbety Rudného Altaje (Ubinský, Ivanovský, Ulbinský) převyšují 2000 m a hřbety Jižního Altaje (Kurčumský, Sarymsakty, Narymský, Jižní Altaj) dosahují až 3000 m. Je zde mnoho ledovců.

## Klima
Klima je ryze kontinentální. Zima je dlouhá a chladná a léto horké a suché. Průměrná teplota v lednu je −17 °С v rovinách na severozápadě, −12,8 °С na jihozápadě a až −26 °С v uzavřených horských údolích. Průměrná teplota v červenci je 20,3 °С v rovinách na severozápadě, 23,8 °С na jihu. Charakteristické jsou silné sněhové bouře v zimě a pylové bouře v létě. Průměrné roční srážky jsou 300 mm na severozápadě, 155 mm na jihozápadě (v horách až 405 mm), 350 až 380 mm na severovýchodě a 250 až 300 mm na jihovýchodě. V Zajsanské kotlině je to jen 129 mm a na západních výběžcích Rudného Altaje 1 000 až 1 500 mm. Maximum srážek je na začátku léta.

## Vodní zdroje
Říční síť je poměrně hustá, především na východě. Zdroj vody řek je sněhový nebo ledovcovo-sněhový. Větší vodní stavy jsou na jaře a v létě. Hlavní řeka oblasti je Irtyš s přítoky Kokpekty, Čar, Kyzylsu, Mykyr, Šagan, Kurčum, Narym, Buchtarma, Ulba a Uba. Řeky na východě jsou prudké, s peřejemi. Jsou důležitými zdroji hydroenergie a slouží ke splavování dřeva. Na jihozápadě tečou řeky Bakanas a Ajaguz (povodí jezera Balchaš) a Karakol, Urd-žar a Emel (povodí Alakolských jezer). Mnohé nevelké řeky na západě se stávají v létě mělkými nebo dokonce vysychají. Větší sladkovodní jezera jsou Markakol, Zajsan, Ujaly a Sasykkol a slaná Alakol a Žalanaškol. Jezero Zajsan bylo v souvislosti s postavením přehrady na Irtyši změněno na obrovskou vodní nádrž (Buchtarminská přehrada). Níže na Irtyši leží ještě Usť-Kamenogorská přehrada. V Altaji se nacházejí minerální prameny (Rachmanovské Ključi).

## Půdy a flóra
Severozápadní část oblasti je pokryta travnatými stepi na tmavě kaštanových půdách. Také se zde vyskytují pásy borových lesů na píscích a v údolí Irtyše travnaté louky a porosty topolů, střemchy a vrb. Na jihozápadě jsou pelyňkovo-travnaté stepi na světle kaštanových půdách, střídající se se slanisky. Na samém jihu je pelyňková a pelyňkovo-slanisková poušť na šedozemích a hnědých půdách. V Alakolské kotlině jsou rozsáhlá prostranství pokryta pískem a slanisky. V Kalbynských horách (hřbety Čingiztau a Tarbagataj) od výšky 500 až 600 m převládá travnato-keřovitá step a výše rostou březové a osikové háje na horských kaštanových půdách a horských černozemích. V Tarbagataji přecházejí ve vyšších polohách v horské louky na horských lučních půdách. Ve východní hornaté části oblasti je charakteristické výškové členění pásem. Na podhorských rovinách je kavylovo-travnatá step na černozemích a na levém břehu Irtyše převládá kavylovo-kostřavový porost na tmavě kaštanových půdách. V Zajsanské kotlině převládá pelyňkovo-kostřavový porost na světle kaštanových půdách a pelyňkovo-bijugrunový porost na hnědých půdách. Také se zde vyskytují slaniska. V centrální části kotliny jsou masívy pásových písků. Nižší horské pásmo vyplňuje horská step a vyšší horské lesy (bříza, osika, topol, jedle, smrk, modřín a cedr). Ve výškách 2 000 až 3 000 m jsou subalpské a alpské louky.

## Fauna
Ve stepích žijí především hlodavci (sysli rudolící, frčci, křečci, myši, zajíci sněžní), ale také šelmy (vlci, korsaci, stepní tchoři, jezevci, soboli, černohnědé lišky), sudokopytníci (sajgy), ptáci (dropi, skřivani) a plazi (ještěrky, stepní zmije). V pásových borech se dále ještě vyskytují veverky, hranostaji a lasice. V Tarbagataji žijí medvědi a svišti. V Kalbinských horách žijí kuny, rysi, norci, srny, kabaři. Na horním toku Buchtarmy žijí jeleni. V údolích řek a především v přijezerních rákosových porostech žijí divočáci, aklimatizované ondatry a mnoho husí, kachen a bahňáků. V jezeře Zajsan a v řece Irtyš žijí ryby (štiky, okouni, karasi, muksuni, siveni, hlavatky, nelmy, jeseteři, sterljadě, cejni, kapři, jelci), v Alakolských jezerech marinky a okouni a v horských jezerech lipani a pstruzi.